# Waltraud Schade
Waltraud Schade (* 13. Mai 1946 in Stuttgart) ist eine deutsche Philologin, Germanistin und Schriftstellerin.

## Leben
In ihrem Buch „Tango mit Alice“ berichtet Schade über ihre Liebesbeziehung mit Alice Schwarzer in den Jahren 1972 bis 1973.
Im September 2015 ließ Alice Schwarzer ihre Anwälte gegen die Autorin und den Verlag rot & licht vorgehen, um die Veröffentlichung zu untersagen. Der Verlag erhob eine Klage vor dem Landgericht Köln. Die Parteien einigten sich auf Unterlassung.
Im August 2016 erreichte Alice Schwarzer mit einer Einstweiligen Verfügung des Landgerichts Köln einen vorläufigen Verkaufsstopp der überarbeiteten Buchvariante „Schwarzer Tango: Erinnerungen an Alice Schwarzer“. Der Verlag legte Widerspruch gegen die Verfügung ein. Der Widerspruch gegen die Einstweilige Verfügung wurde abgewiesen.

## Werke
- Geschichtslandschaft Berlin. Band 5: Kreuzberg. Nicolai Verlag, Berlin 1994, ISBN 3-87584-474-2.
- Alte Hasen, Junges Herz. Schwule und Lesben machen Geschichten. Albino Verlag Berlin 1996, ISBN 3-86187-512-8.
- Gedächtnisarchitektur. Formen privaten und öffentlichen Gedenkens. Verlag Peter Lang, Berlin 2001, ISBN 3-631-37472-0.
- Bettine Brentano und Karoline von Günderrode. Ein Gespräch. Berlin 2006, ISBN 3-86596-081-2.
- Tod am Rhein. Ein Schauspiel. Norderstedt 2006, ISBN 3-8334-5442-3.
- Werte und Weltbilder. Verlag Peter Lang, Berlin 2006, ISBN 3-631-55695-0.
- Tango mit Alice. Erinnerungen an Alice Schwarzer in Dur und Moll. Verlag rot & licht, 2015, ISBN 978-3-941931-11-4.
- Daheim & Unterwegs. Geschichten von Berliner Autorinnen und Autoren. Verlag VBB, Berlin 2016, ISBN 978-3-945256-65-7.
- Zerstöckelt. Eine tödliche Anthologie. Verlag Periplaneta Edition Totengräber, Berlin 2021, ISBN 978-3-95996-223-0.
- Mein lesbisches Auge 21. Konkursbuch Verlag, Tübingen 2021, ISBN 978-3-88769-921-5.
- Schicksalsfragmente EINS. Erzählungen. Verlag BoD, Norderstedt 2021, ISBN 978-3-7543-4063-9.
- Schicksalsfragmente ZWEI. Erzählungen. Verlag BoD, Norderstedt 2021, ISBN 978-3-7543-4350-0.
- La Palma. Literarisches Lesebuch. Konkursbuch Verlag, Tübingen 2022, ISBN 978-3-88769-647-4. (spanisch, deutsch)
- Geschichtsfragmente. Essays. epubli, Berlin 2023, ISBN 978-3-7565-3522-4.
- Regen in Zeiten der Klimakrise oder: Kann ChaGPT Literatur?. Hirnkost, Berlin 2024, ISBN 9783988570635